# Helen Ferguson
Helen Ferguson (Decatur (Illinois), 23 juli 1900 - Clearwater (Florida), 14 maart 1977) was een Amerikaans actrice.
Ferguson maakte haar filmdebuut in 1917 en kreeg in 1920 hoofdrollen aangeboden in films bij Fox Film Corporation. Als gevolg hiervan werd ze in 1922 geselecteerd als een van de WAMPAS Baby Stars.
In 1925 trouwde ze met acteur William Russell, van wie ze in 1929 weer scheidde. Het volgende jaar trouwde ze met Richard L. Hargreaves. Tijdens dit tweede huwelijk stopte ze met het maken van films om het theater in te gaan. Echter, haar theatercarrière flopte.
In 1933 vond ze haar grote talent toen ze publiciteitswerk kreeg. Ze werkte met grote namen, waaronder Loretta Young, Henry Fonda, Barbara Stanwyck en Robert Taylor.
In 1941 stierf haar tweede man en in 1967 ging ze met pensioen. Tien jaar later stierf ze.

## Filmografie
- 1915 : Temper
- 1917 : Sundaying in Fairview
- 1917 : Filling His Own Shoes : Rosa
- 1917 : The Golden Idiot
- 1917 : Fools for Luck : Brunhilda
- 1917 : Gift o' Gab : Peggy Dinsmore
- 1917 : The Small Town Guy : Eleanor Ramsdell
- 1918 : Life's Greatest Problem : Miriam Craig
- 1919 : The Great Victory, Wilson or the Kaiser? The Fall of the Hohenzollerns : Amy Gordon
- 1919 : The End of the Road : Maid
- 1919 : The Lost Battalion : The Stenographer
- 1919 : The Gamblers : Catherine Ames
- 1920 : The Romance Promoters : Betty Lorris
- 1920 : Burning Daylight : Dora
- 1920 : Shod with Fire : Ann Lytton
- 1920 : Going Some : Jean Chapin
- 1920 : The Challenge of the Law : Madeline Du Barre
- 1920 : Just Pals : Mary Bruce
- 1920 : The Mutiny of the Elsinore : Margaret West
- 1921 : The Right Way : His Sweetheart
- 1921 : The Freeze-Out : Zoe Whipple
- 1921 : Straight from the Shoulder : Maggie, the waitress
- 1921 : To a Finish : Doris Lane
- 1921 : Making the Grade : Sophie Semenoff
- 1921 : Desert Blossoms : Mary Ralston
- 1921 : The Call of the North : Elodie Albret
- 1921 : Miss Lulu Bett : Diana Deacon
- 1922 : According to Hoyle : Doris Mead
- 1922 : Roughshod : Betty Lawson
- 1922 : The Crusader : Mary
- 1922 : Hungry Hearts : Sara
- 1922 : The Flaming Hour : Lucille Danby
- 1923 : The Famous Mrs. Fair : Peggy
- 1923 : Brass : Rosemary Church
- 1923 : Within the Law : Helen Morris
- 1923 : Double Dealing : The Slavey
- 1923 : The Unknown Purple : Ruth Marsh
- 1924 : Why Get Married? : Janet Allen
- 1924 : The Right of the Strongest : Mary Elizabeth Dale
- 1924 : Racing Luck : Rosina, The Girl
- 1924 : Valley of Hate : Milly Hendricks
- 1924 : Never Say Die : La Cigale
- 1924 : Chalk Marks : Virginia Thompson
- 1925 : The Cloud Rider : Zella Wingate
- 1925 : My Neighbor's Wife : Florence Keaton
- 1925 : The Scarlet West : Nestina
- 1925 : Nine and Three-Fifths Seconds : Mary Bowser
- 1925 : The Isle of Hope : Dorothy Duffy
- 1925 : Spook Ranch : Elvira
- 1925 : Wild West : Polly Breen
- 1926 : Casey of the Coast Guard : Doris Warren
- 1927 : The Fire Fighters : Mary Kent
- 1927 : Cheaters : Mary Condon
- 1927 : Taxi! Taxi!
- 1927 : Jaws of Steel : Mary Warren
- 1929 : Finders Keepers
- 1929 : Trusting Wives
- 1929 : In Old California : Dolores Radanell
- 1930 : Scarlet Pages : Miss Hutchinson (Mary's secretary)
- 1934 : Kid Millions : Goldwyn Girl

- Bibliothèque nationale de France: cb16171493s (data)
- Gemeinsame Normdatei: 1314522116
- International Standard Name Identifier: 0000 0001 1736 8862
- Library of Congress Control Number: no97049467
- Nationale Bibliotheek van Israël: 987007447386005171
- Istituto Centrale per il Catalogo Unico: TO0V392823
- SNAC: w6nm6wng
- Système universitaire de documentation: 183372778
- Virtual International Authority File: 2074121
- WorldCat: E39PBJj4vVg8F9TYW3Xy6qk4bd